# Igazságügyi palota (Miskolc)
A miskolci Igazságügyi palota a Dózsa György utca 4. alatt áll, 1899-ben épült fel. A megyei bíróság működik benne.

## Története
A kétemeletes Igazságügyi palota rövid idő alatt épült fel, és 1899-ben fényes ünnepség kereteben avatták fel. Érdekes építésének előtörténete, ugyanis már 1894-ben felvetődött megépítésének szükségessége, de akkor még a Borsod című lap szerint arról volt szó, „… hogy a búzavásártéren fekvő gróf Andrássy-féle telken építtessék fel”. A döntésre jogosultak ezután még vagy öt évig gondolkodtak, mígnem arra jutottak, hogy ennek az épületnek ott van a helye, „… ahol van a vármegye, a város, az árvaszék, az adóhivatal, továbbá, hogy a város központjában legyen, ne pedig a város szélén”. A korabeli sajtóhíradások szerint az épület tervezője Kiss István műegyetemi tanár volt, későbbi kutatások szerint azonban valószínűbbnek tűnik Kiss-Jablonszky Ferenc személye. Mindketten a hazai igazságügyi és törvényhatósági épületek tervezésében végzett munkájukról (is) ismertek. A kivitelező a fővárosi Lehne és Strenge cég volt, és naponta 300–400 munkás dolgozott rajta.
Az épület homlokzatával az akkori Major utcára (ma Dózsa György utca) nézett, volt még egy vele párhuzamosan elhelyezett belső épületrésze is, amit három, ezekre merőleges szárny kötött össze, közöttük négy udvart alakítva ki. Az utcai épületben kaptak helyet a járásbírósági és a telekkönyvi hivatalok, ezek később, az 1970-es végén kezdett felújításkor átköltöztek a Széchenyi utcai, majd a Fábián kapui új helyükre. Az első nagy udvar körül a járásbírósági hivatalok, a második udvar körül a telekkönyvi iktatóhivatalok, hátul a fogház (férfi, női, egyes, társas zárkákkal, imaházzal, konyhával stb.), a járásbírósági irattárak és irodák nyertek elhelyezést. Az esküdtbírósági végtárgyalási terem a hátsó udvari részben helyezkedett el, két emeletnyi magasságot kitöltve. A második emelet utcai oldalán kisebb tárgyalótermek voltak, ezen kívül itt helyezték el a törvényszéki bírák szobáit, az ügyészségi helyiségeket, irattárakat, de voltak szobák a perekben érintett felek számára is. A ház vízvezeték- és központi fűtési rendszerrel rendelkezett, a világítást légszeszhálózat kiépítésével oldották meg. Az épület homlokzati részének második emeletén szobordíszeket helyeztek el (a békét, a jogot, a törvényt és a szabadságot jelképezik), aminek az esztétikumát manapság megkérdőjelezik. A földszinti részek eklektikus elemeket tartalmaznak, a főhomlokzati rizalitot poroszos stílusúnak mondják, megjelenésének fontos eleme volt a meredeken kialakított tetőszerkezet.
Az épület átfogó rekonstrukciója 1978 és 1982 között zajlott le. Egy harmadik emeletet húztak rá, felújították a belsőt és a homlokzatot. A fémszerkezetes emeletráépítés során stílustalan, a környezetbe nem illő ablakokat helyeztek el. A harmadik emeleten alakították ki az új nagytermet, a régi helyén könyvtár és tárgyaló jött létre.

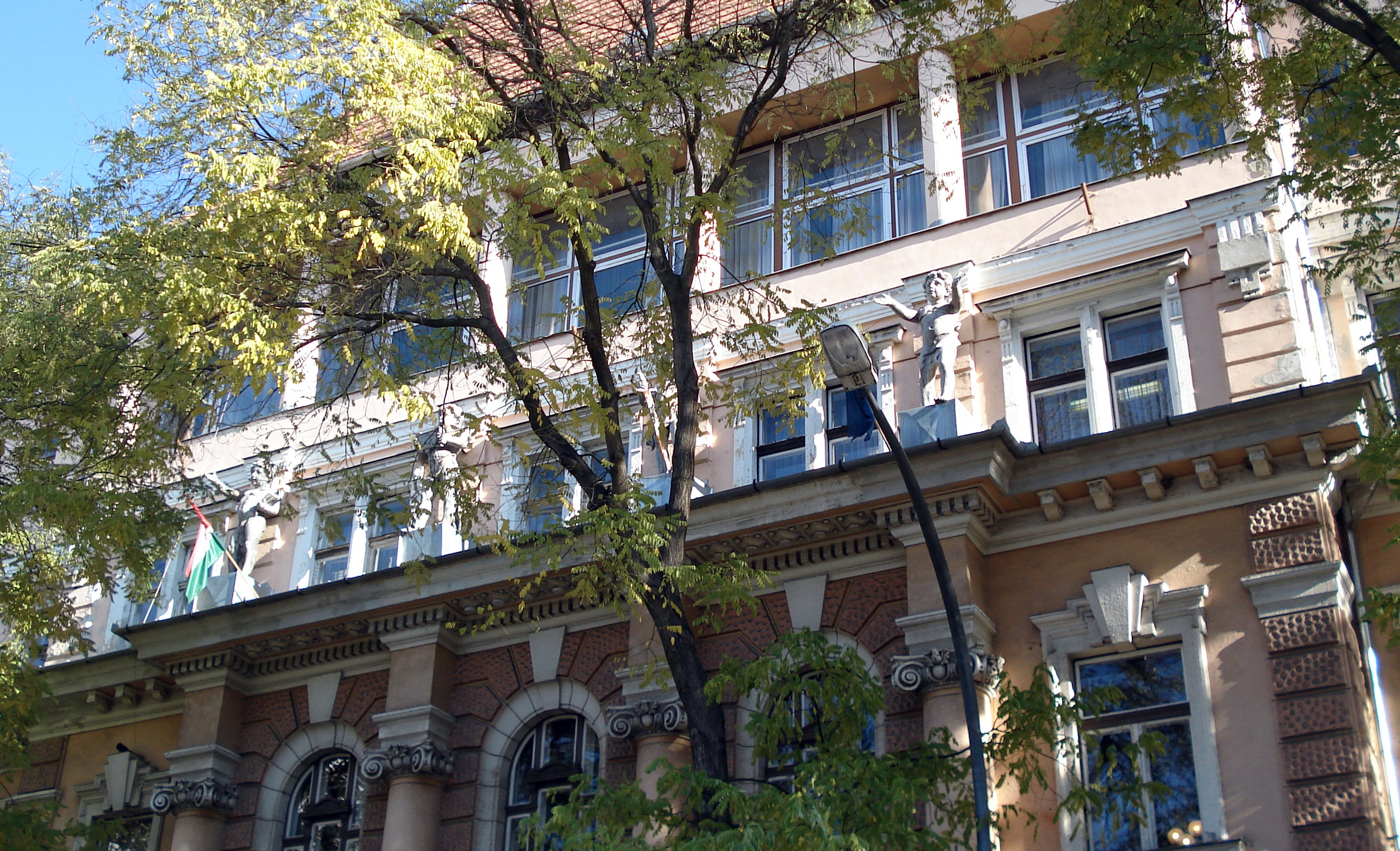
Szobrok az épület homlokzatán